# Coye-la-Forêt
Coye-la-Forêt ist eine französische Gemeinde mit 3868 Einwohnern (Stand 1. Januar 2022) im Département Oise in der Region Hauts-de-France. Sie gehört zum Arrondissement Senlis und zum Gemeindeverband Aire Cantilienne.

## Lage
Die Gemeinde Coye-la-Forêt liegt an der Thève im Regionalen Naturpark Oise-Pays de France an der Grenze zum Département Val-d’Oise, 35 Kilometer nördlich von Paris. Coye-la-Forêt wird von der RER D des Pariser Vororteverkehrs und von der TER Hauts-de-France bedient. Nördlich der Gemeinde dehnt sich der Wald von Chantilly aus, wo sich auch die künstlichen Seen Étangs de Commelles befinden.

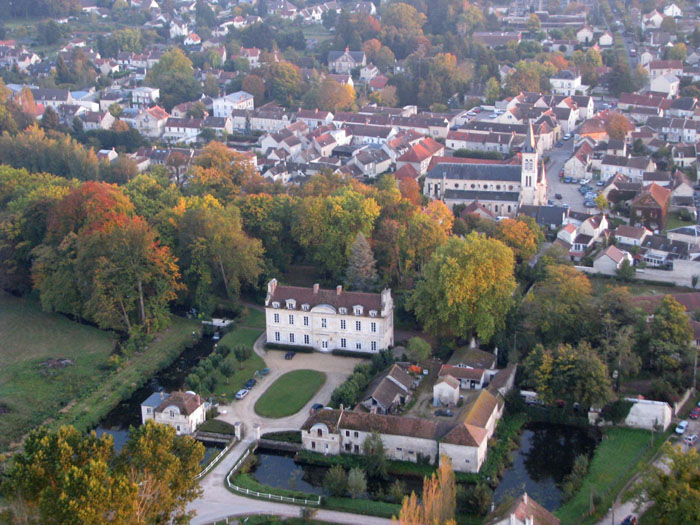
Zentrum von Coye-la-Forêt
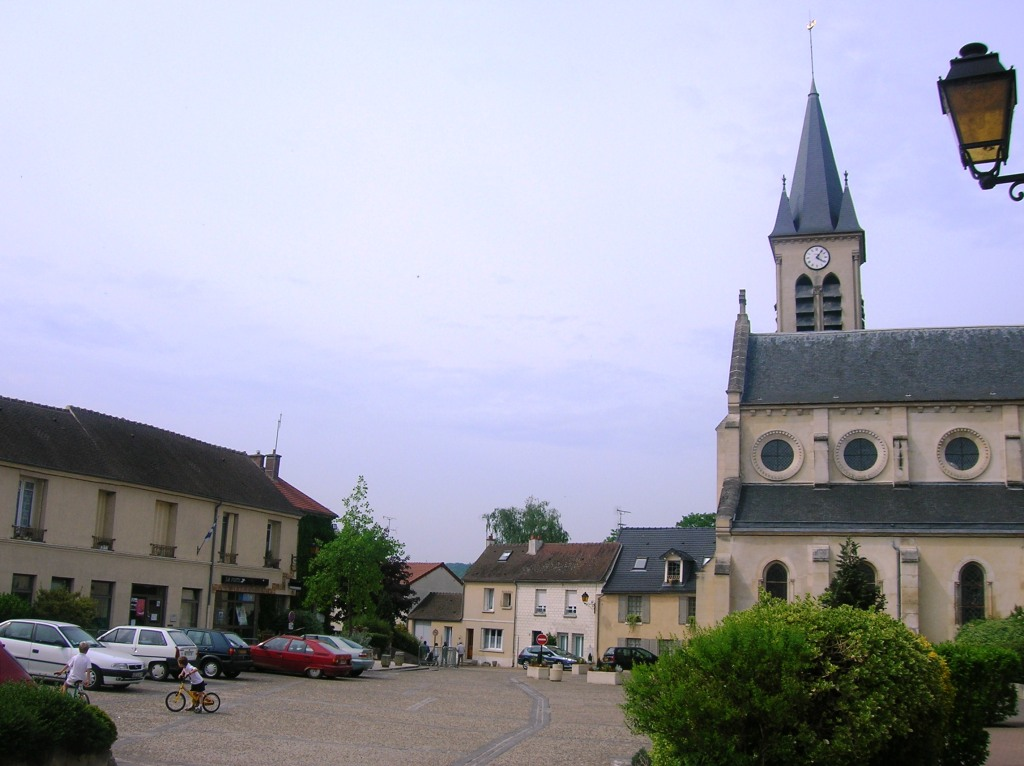
Hauptplatz von Coye-la-Forêt

## Bevölkerungsentwicklung
| Jahr                       | 1962 | 1968 | 1975 | 1982 | 1990 | 1999 | 2006 | 2014 | 2021 |
| -------------------------- | ---- | ---- | ---- | ---- | ---- | ---- | ---- | ---- | ---- |
| Einwohner                  | 2075 | 2509 | 3048 | 3094 | 3199 | 3516 | 3760 | 3861 | 3950 |
| Quellen: Cassini und INSEE |      |      |      |      |      |      |      |      |      |

## Sehenswürdigkeiten
- Kirche Notre-Dame-de-la-Jeunesse
- Schloss Coye-la-Forêt
- Schloss Reine Blanche
- Drei-Schlösser-Domäne (Les Tilles, L’Hermitage und Forest Loge)
- Wasserturm
- Lavoir

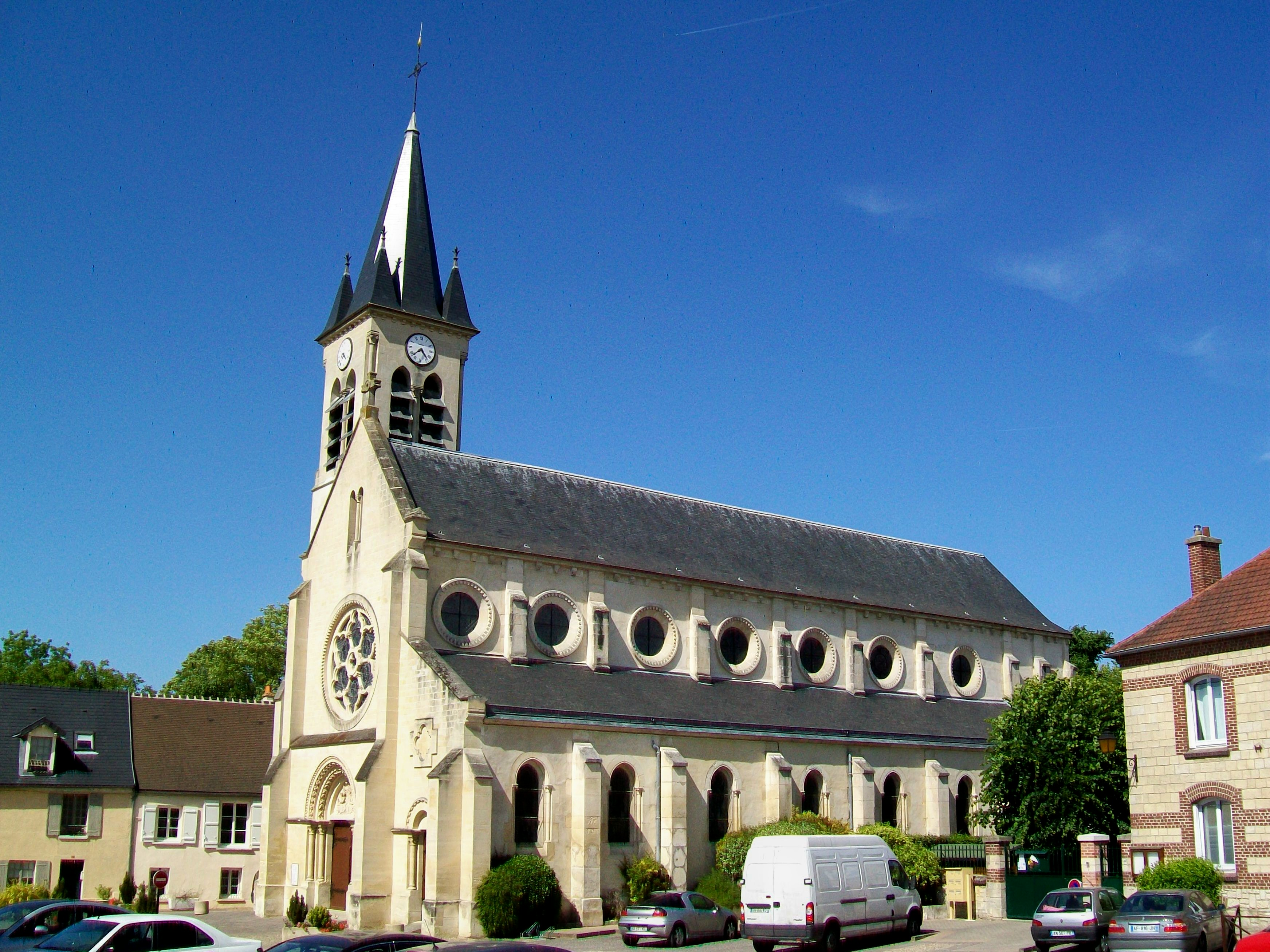
Kirche Notre-Dame-de-la-Jeunesse
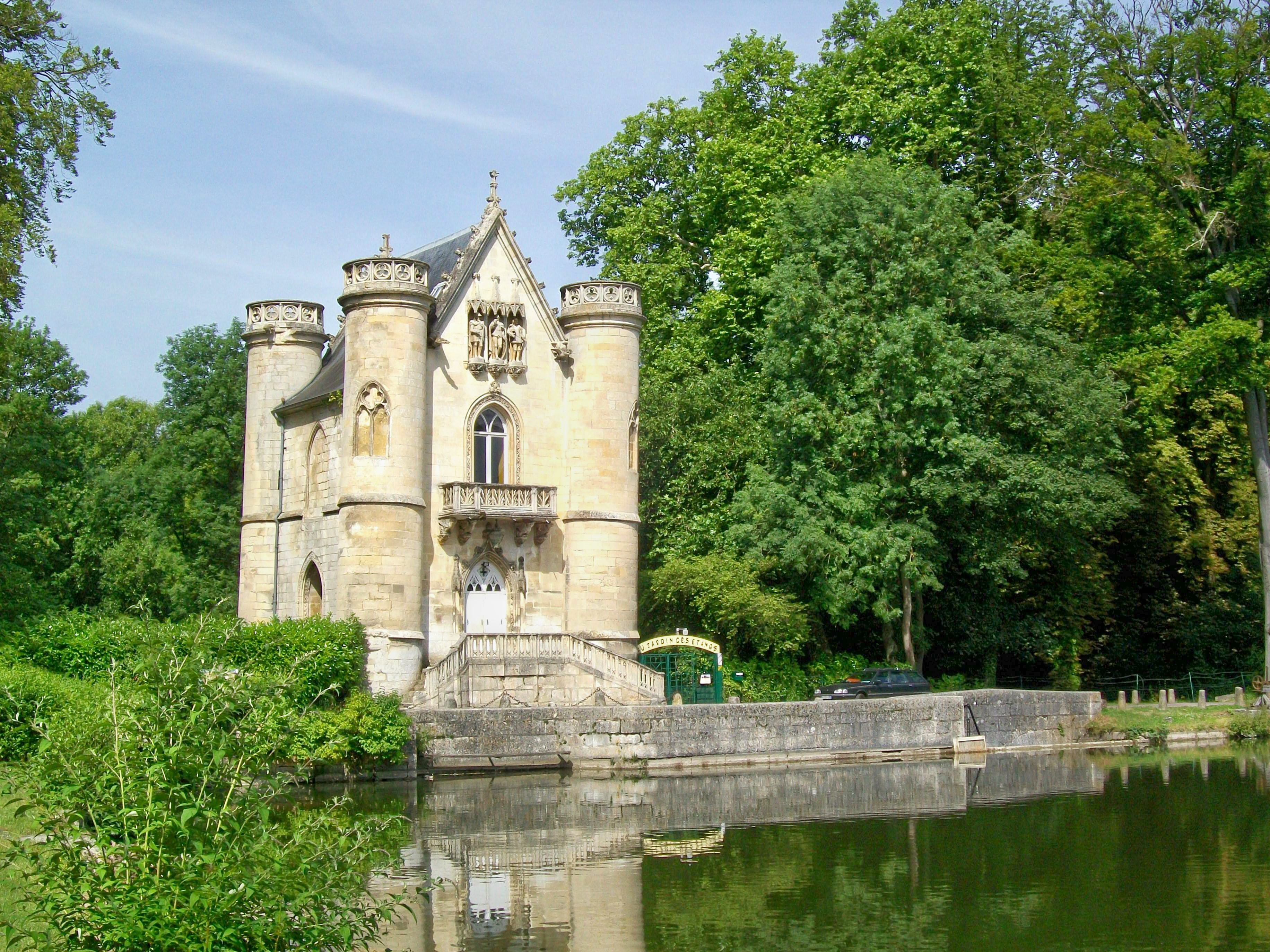
Schloss Reine Blanche
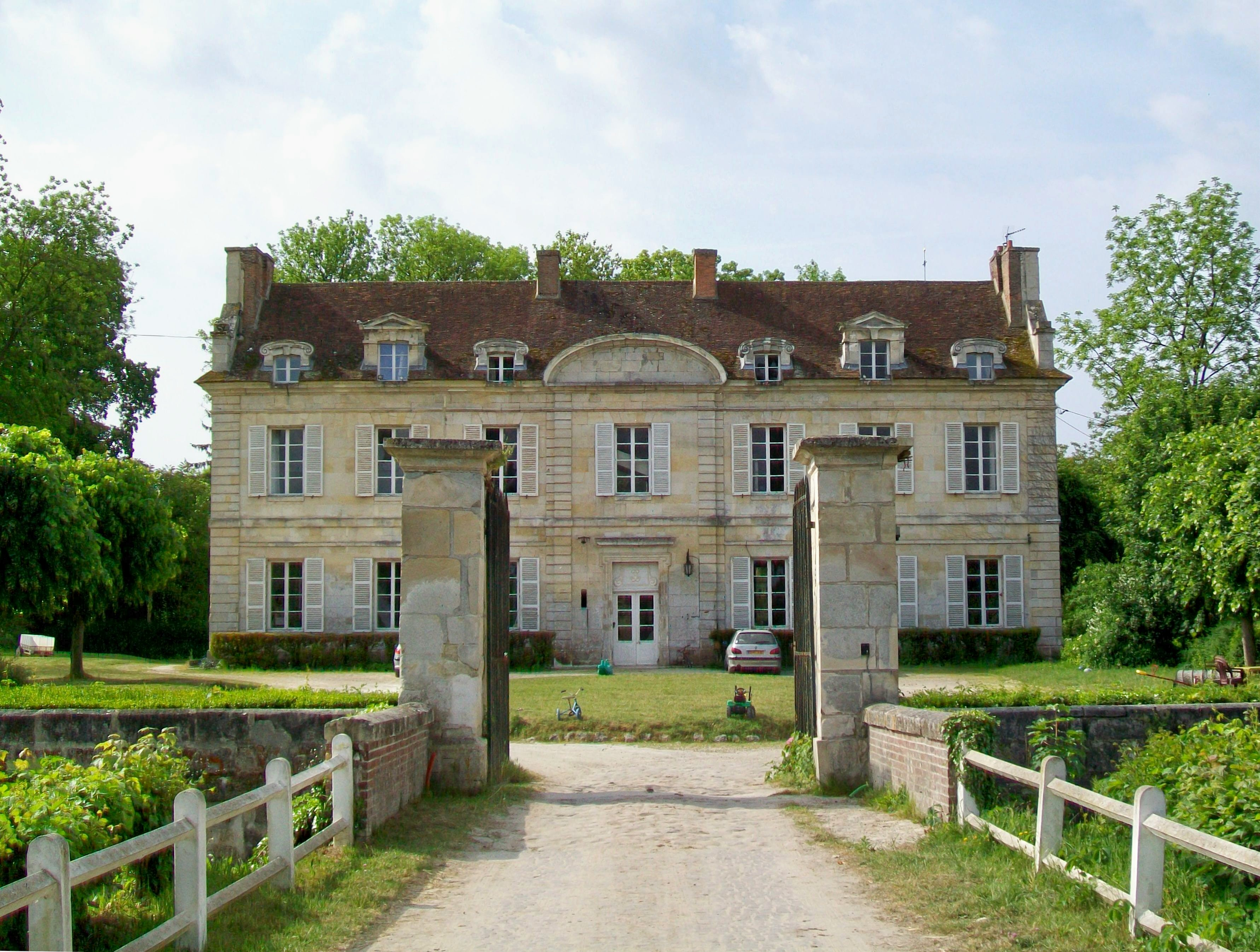
Schloss Coye-la-Forêt
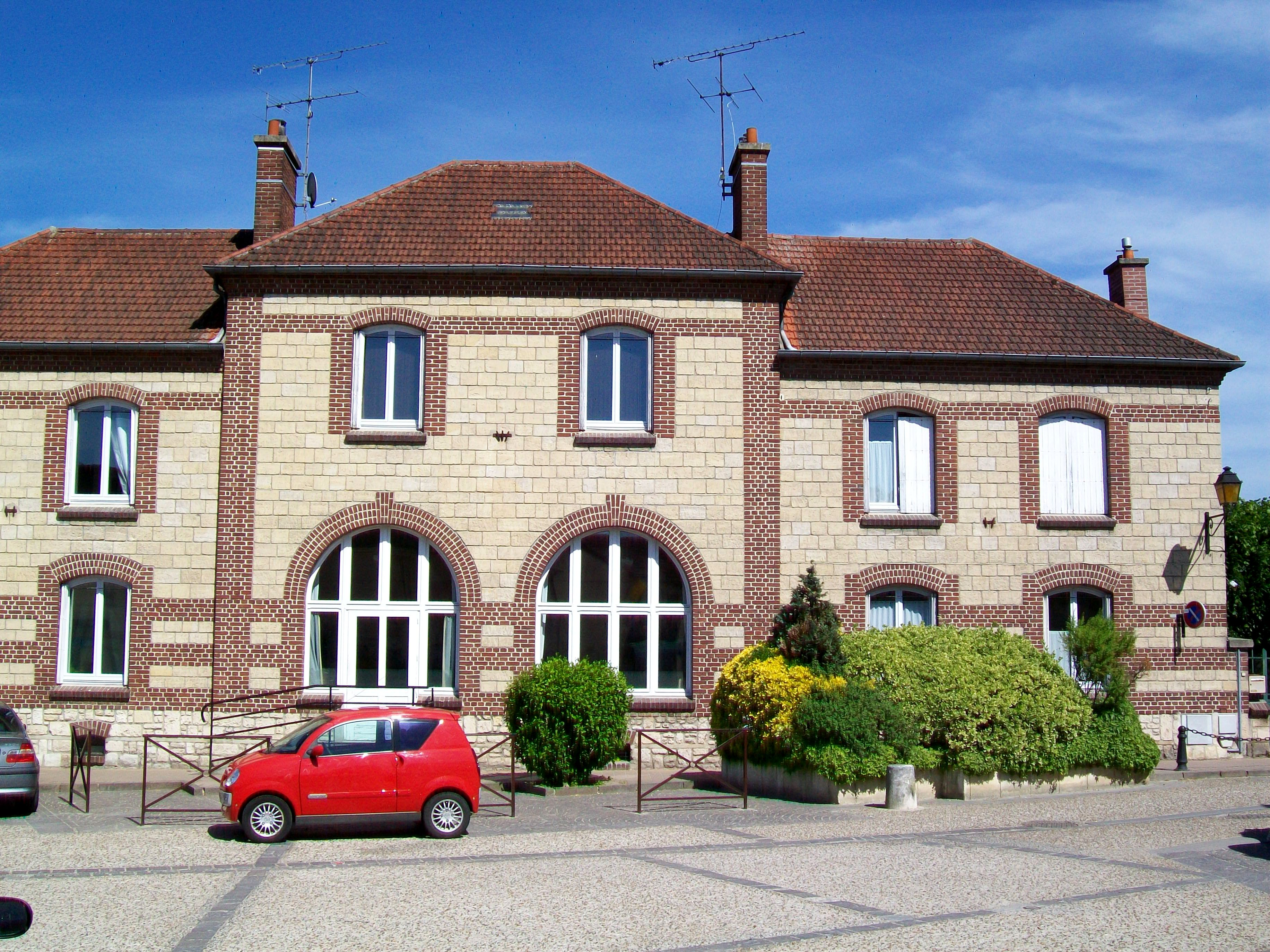
Schule
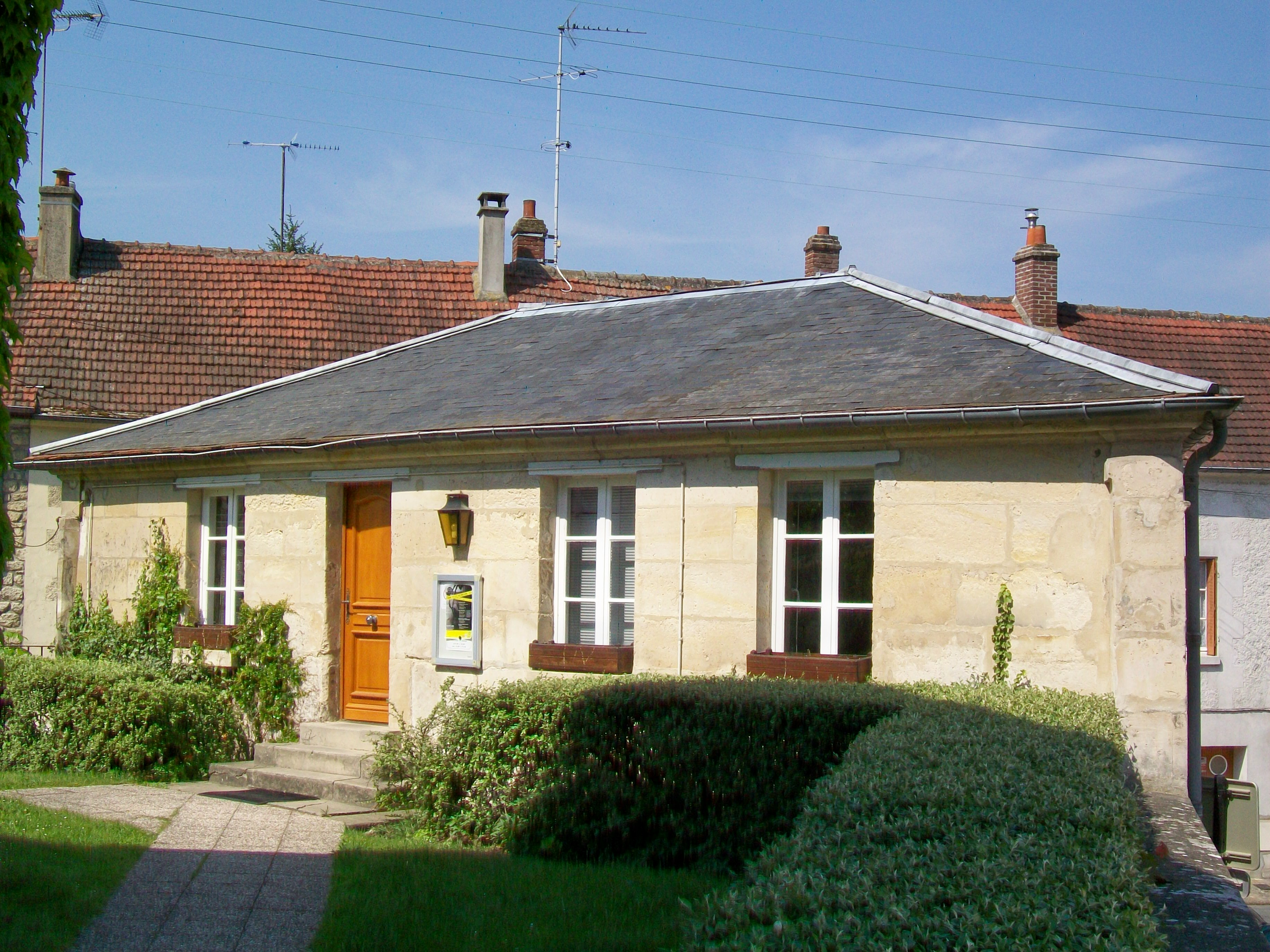
Bibliothek
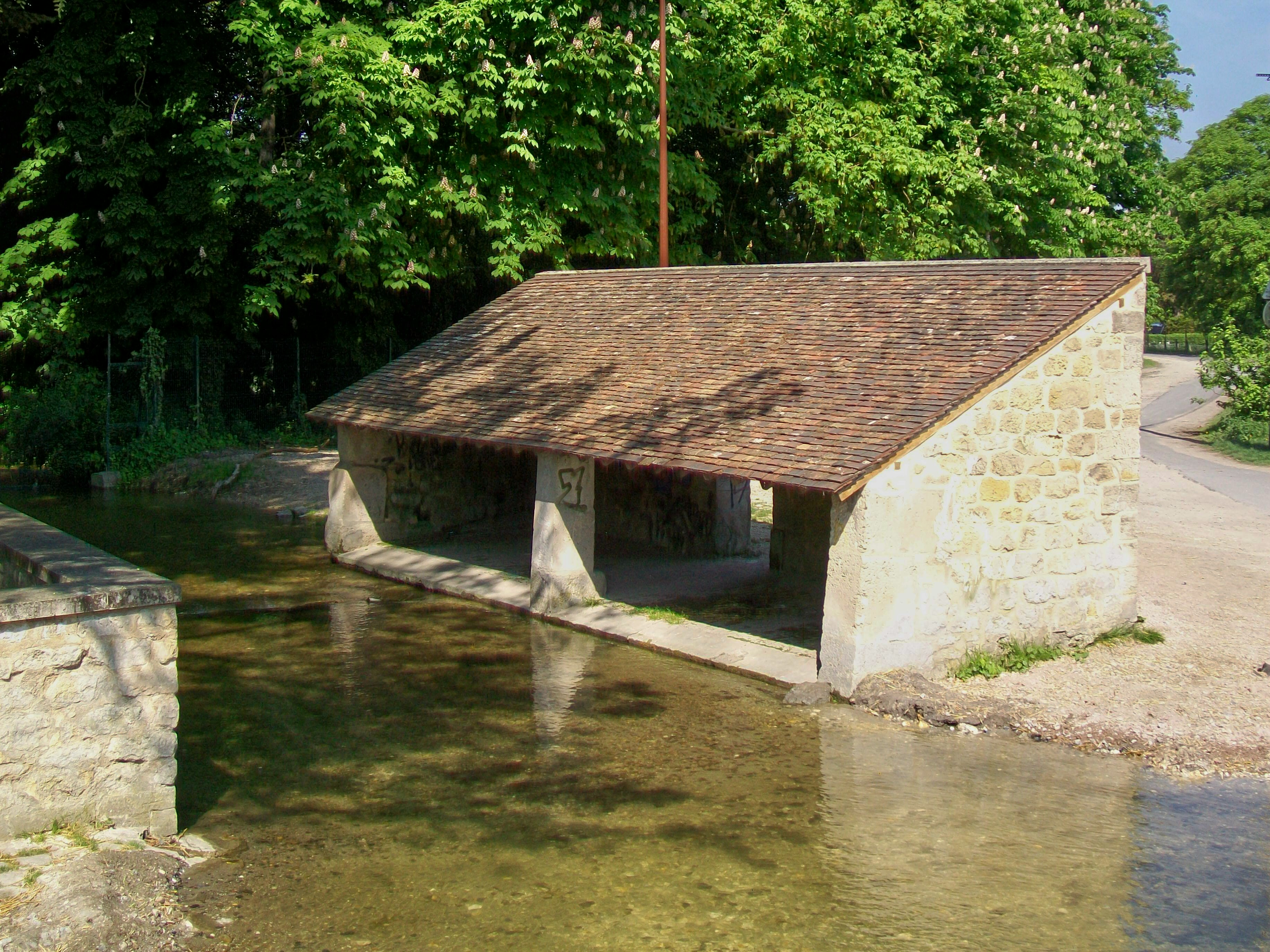
Lavoir

## Persönlichkeiten
- Émile Ignat (1909–1981), Radrennfahrer